# Magnoculus bennetti
Magnoculus bennetti là một loài bọ cánh cứng trong họ Đom đóm (Lampyridae). Loài này được Gray in Griffith miêu tả khoa học năm 1832.